# 2000 Mules
Ne doit pas être confondu avec 2000 Miles.
 (mai 2022).
Si vous disposez d'ouvrages ou d'articles de référence ou si vous connaissez des sites web de qualité traitant du thème abordé ici, merci de compléter l'article en donnant les références utiles à sa vérifiabilité et en les liant à la section « Notes et références ».
Pour plus de détails, voir Fiche technique et Distribution.
2000 Mules est un film politique américain de 2022 réalisé par Dinesh D'Souza. Il affirme que des individus alignés sur les démocrates, ou « mules », ont été payés par des organisations à but non lucratif anonymes pour collecter et déposer illégalement des bulletins de vote dans des boîtes de dépôt en Arizona, en Géorgie, au Michigan, en Pennsylvanie et au Wisconsin au cours de l'élection présidentielle de 2020, constituant ainsi une fraude électorale.

## Description
Dans un contexte où les organes officiels de vérification des votes déclaraient n'avoir détecté aucune fraude significative durant l'élection présidentielle américaine de 2018, ce documentaire a pour objet de démontrer, à la suite d'une enquête approfondie, que le système de vote par correspondance a permis une fraude sur environ 400 000 des bulletins de vote, et que ces fraudes, opérées sur des circonscriptions choisies, ont eu une incidence déterminante sur le résultats finale de l'élection.

## Réception
Le film est dénoncé par The New York Times et The Washington Post comme complotiste, factuellement incorrect et reprenant les thèses démenties sur l'élection présidentielle de 2020 « volée par les démocrates »,.
Le premier jour de sa sortie en salles, le film a rapporté 300 000 $, ce qui en fait le deuxième documentaire le plus rentable en 2022.
Donald Trump projeta le film le 4 mai 2022 à Mar-a-Lago.
Selon Salem Media, un producteur exécutif du film, il a rapporté 10 millions de dollars de revenus au cours des deux premières semaines de sa sortie indépendante et en streaming, avec plus de un million de spectateurs[réf. nécessaire]. Salem a déclaré que ses revenus nets en faisaient le documentaire politique le plus rentable depuis une décennie. Il a rapporté 163 331 $ lors de son deuxième week-end, et 50 696 $ au cours du troisième.
Après une procédure judiciaire en 2024, les créateurs du documentaire ont admis que la théorie est incorrecte, s'excusèrent auprès de la mule incriminée, et retirent le film des plateformes.

## Distribution
- Dinesh D'Souza : réalisateur, narrateur ;
- True the Vote : Catherine Engelbrecht, Gregg Phillips ;
- Salem Radio Network : Dennis Prager, Sebastian Gorka, Larry Elder, Eric Metaxas, Charlie Kirk ;
- The Heritage Foundation : Hans von Spakovsky ;
- Capital Research Center : Scott Walter[N 1].